# Erythrolamprus epinephelus
Erythrolamprus epinephelus är en ormart som beskrevs av Cope 1862. Erythrolamprus epinephelus ingår i släktet Erythrolamprus och familjen snokar.
Denna orm förekommer i Costa Rica, Panama, nordvästra Venezuela, västra Colombia, Ecuador och norra Peru. Den lever i låglandet och i bergstrakter upp till 2300 meter över havet. Habitatet varierar mellan fuktiga skogar, galleriskogar, betesmarker och öppna områden nära insjöar som liknar marskland. Individerna vistas gärna nära vattendrag. Honor lägger ägg.
I begränsade områden hotas beståndet av landskapsförändringar. IUCN listar arten som livskraftig (LC).

## Underarter
Arten delas in i följande underarter:
- L. e. albiventris
- L. e. bimaculatus
- L. e. epinephelus
- L. e. fraseri
- L. e. juvenalis
- L. e. kogiorum
- L. e. opisthotaenius
- L. e. pseudocobella